# Plurium interrogationum
Plurium interrogationum (латиною: багатьох запитань, відоме також як складне запитання) — логічна хиба відповідності, котра полягає в тому, що задається запитання у формі що передбачає, що на приховане попереднє запитання було отримано позитивну відповідь. Наприклад: «Чи ти перестав бити свою дружину?». Очевидно, що в цьому запитанні неявно припускається що було отримано позитивну відповідь на неявне попереднє запитання: «Чи ти бив свою дружину?».
Тобто, коли множинність складного запитання залишається непоміченою, та на нього вимагається або отримується проста відповідь як для одного простого запитання. Хиби цього типу не зводяться до жартів на кшталт наведеного вище. Наприклад, адвокат чи прокурор під час перехресного допиту може намагатись спровокувати або навіть звинуватити свідка обвинувачення/захисту задаючи тому наприклад такі запитання: «Що Ви зробили із вкраденими грошима?», «Скільки Вам заплатили за свідчення?», і т.п. 
В політиці та пропаґанді, де просте твердження може бути неприйнятним або очевидно сумнівним, складне запитання часасми використовується щоб, часто надзвичайно переконливо, озвучити бажані ідеї: «Як довго ми будемо миритися із змовою Заходу проти нашої держави?». В таких випадках, розумним рішенням є розбити складне запитання на прості та відповідати на них у правильному порядку. Як наслідок, друге запитання часто зникає. Справді, якщо не було вкрадено 20 мільярдів, то немає сенсу відповідати на запитання про партнерів.
Є інші варіації цієї хиби. Наприклад, коли мама запитує сина, чи той буде хорошим хлопчиком та піде спати, відповідь на одне запитання не зумовлює відповідь на інше. Однак, в даному випадку, на два різних запитання вимагається відповідь наче це є одне запитання. Інші приклади такої варіації: «Чи Ви за консерваторів та за сильну Америку?» (цей конкретний приклад є також прикладом оптової угоди). 